# 아마쿠사 보물 전설 살인사건
《아마쿠사 보물 전설 살인사건》은 소년탐정 김전일 시리즈의 하나이다. 일본의 천주교순교성지인 아마쿠사에서 일어난 연쇄살인사건을 김전일이 해결한다는 이야기이다.단행본 30권, 31권에는《공포의 보물찾기》, 애장판에서는 《아마쿠사 보물 전설 살인사건》으로 번역되어 있다.

## 줄거리
《주간 겐다이》의 편집자 와다 모리오가 아마쿠사에서 천주교 신자들이 숨긴 보물을 찾아보는 프로그램을 기획하자 이츠키는 영리한 머리를 빌리기 위해 김전일을 설득하여 보물찾기 여행예 참가하게 한다. 1635년 시마바라의 난에 가담한 천주교신자들과 반란지도자 아마쿠사 시로는 반란이 진압될 것을 생각하여 아마쿠사 하도나 상도에 보물을 숨겼다고 한다. 단서는 1887년 아마쿠사 상도의 동굴에서 성모상과 함께 발견된 묵주안에 숨겨졌던 문장 "산사루 二, 콘타로스 五, 종종 데우스의 보물 조용히 재우다."이다. 데우스(Deus)는 라틴어로 하나님을 뜻한다. 그런데 프로그램 참가자들이 곡괭이로 머리를 맞아 처참하게 살해당하는 연쇄살인 사건이 일어난다. 김전일은 머리, 이사무 경부와 아케치 경시의 도움으로 범인이 누구이며, 살인의 동기가 무엇인지 정확하게 밝혀내는데.....

## 등장인물

### 김전일과 주변인물
- 김전일:고등학교 학생. 이츠키 기자의 권유로 보물찾기에 참여. 끈질긴 조사로 살인사건의 범인을 밝혀낸다.변태이다
- 이츠키 기자:월간지 파파라치.월간지에 직접고용된 정규직 기자가 아니라 기사를 제공하고 원고료를 받는 비정규직 기자이다. 《주간 겐다이》(주간 현대) 와다 모리오 편집기자가 보물찾기를 기획하자, 김전일을 설득해서 참여하게 한다. 첫사랑 모가미와의 사랑을 꿈꾸지만, 모가미가 살해당하자 정신적인 고통에 시달린다.
- 나나세 미유키:소꿉친구인 김전일을 따라 보물찾기에 참여한다. 미스터리 연구회 회장으로 활동하면서 읽어 온 추리소설들에 근거한 추리지식으로 김전일을 돕는다.
- 후미 : 김전일의 사촌 여동생. 김전일은 후미의 말을 듣고, 아사쿠사에서 자신이 들은 기괴한 소문이 연쇄살인사건의 범인인 와다 모리오가 경찰을 혼란하게 하려고 불과 3개월전에 만들어진 이야기임을 밝혀낸다.
- 야기사와 료:고미술상. 상인답게 자신이 거래하는 옛날 물건들과 책들에 대해 해박한 지식을 갖고 있으며, 나이는 어리지만 명민한 머리를 가진 김전일의 추리력을 신뢰하여 보물의 위치에 대해 토론하기도 한다. 김전일이 익명으로 기부한 아마쿠사의 보물 조금을 고미술 경매시장에 내놓아서 일 억엔에 낙찰받도록 한다.덕분에 병으로 죽어가던 연쇄살인범 와다 모리오의 딸 토모미는 수술을 받아서 건강해진다.
- 미우라 에미리:고등학생. 미스터리 연구회에 가입한 날 남학생들에게 환영받을만큼 멋진 아가씨이다. 머리가 영리한 김전일을 좋아한다. 철사의 움직임으로 수맥과 금속을 찾아내는 다우징의 전문가.
- 텐도 시로:가이드. 다리를 다친 부친을 대신하여 여행가이드를 맡는다.아마쿠사 지리에 밝아서 김전일의 연쇄살인사건 조사를 돕는데, 김전일은 텐도 시로, 미유키와 같이 아카미네 후지코 살인사건 현장을 조사하여 수집한 정보로 사건의 진실을 밝혀낸다. 매우 예쁘게 생긴 총각이다.

### 경시청
- 켄모치 이사무 경부: 쿠라모토 다이고가 자신의 자식들을 입양했다는 사실을 양부모들의 양해를 구하고 확인하여, 살인사건의 동기에 대한 김전일의 추리를 돕는다.
- 아케치 경시:김전일이 자신의 추리내용을 설명할 수 있도록 자료를 보내주고, 권위로 김전일의 추리를 방해하는 이시이 경위에게 "자네같은 살아있는 화석이 있으니 가장 중요한 최전선에서 아마추어[2] 탐정이 설치는 것 아닌가. 이시아 경위와 김전일 소년의 추리를 비교하면 원숭이와 인간의 차이임을 부정할 수 없네. 자네가 해야 할 일은 추리를 듣다가 진범이 지목되면 검거하는 것이 다일세. 무슨 말인지 알겠나?"라는 독설[3]을 내뱉어 김전일의 추리를 도움.

### 쿠라모토 가문

#### 쿠라모토 가문 1,2세대
- 쿠라모토 키요마사 : 보물발굴의 명인. 유이 쇼세츠의 군자금을 찾아내어 부자가 되었다.
- 쿠라모토 다이고: 키요마사의 아들. 부친의 별세이후 재산상속문제로 분쟁이 일어나, 형제들이 칼부림으로 죽고 죽이는 끔찍한 일이 일어난 터라 키요마사의 유일한 상속인이 되었다. 동기들끼리도 분쟁하게 하는 재물의 위험성을 경험한 다이고는 네 명의 자식들인 아카미네 후지코, 아카몬 히데야키,모가미 하즈키, 니카타 키누요를 다른 집에 입양시키되, 이름에 쿠라모토 집안 사람임을 뜻하는 글자 月을 넣게 한다. 쿠라모토 다이고의 회사는 한때 자산이 300억엔이나 될 만큼 번영했으나 1,300억엔이나 되는 빚을 지고 망하는데, 범행을 부인하던 와다 모리오는 아침뉴스에서 이 소식을 듣고 절망한다.

#### 쿠라모토 다이고의 자식들과 가족들
- 와다 아키에: 와다 모리오의 아내. 딸 토모미를 남기고 죽음. 다이고의 딸.
- 와다 토모미: 와다 모리오의 딸. 다이고의 손녀. 난치병으로 죽어가는데, 딸의 고통에 연민을 느낀 와다 모리오는 다이고의 유산이 딸 토모미에게 가도록 다이고의 후손들인 아카미네, 아카몬, 모가미를 살해한다.
- 아카미네 후지코(25세):모험사진을 찍는 카메라기자. 천주교 신자들의 묘지에서 살해당함. 다이고의 딸
- 아카몬 히데야키(22세):보물 탐사가. 도쿄대학교 중퇴. 와다 모리오에게 시마바라의 난이 일어나기 얼마전에 배교를 거부하고 죽은 천주교 신자의 돌무덤에서 살해당함. 고등학생인 김전일을 그 연소(年小)함만 보고 무시했다가 김전일의 훌륭한 추리능력에 한 방 먹는다.
- 모가미 히즈키(30세):대학교 조교수. 고고학자. 이츠키의 옛 연인. 보물탐사 일행은 기독교의 삼위일체 교의를 상징하는 삼각형 연못인 산카쿠 연못에서 탐사하는데, 사람들이 흩어진 틈을 노린 와다 모리오에게 독약이 든 주사기로 독살당함.
- 니카타 키누요:보물 탐사 전문가. 보물탐사가들사이에서 유명한 김전일의 추리능력을 신뢰한다. 숙소의 온천에서 살해당함.
- 와다 모리오:주간 겐다이 편집자. 이츠키 기자의 친구. 와다가 김전일의 논리적인 추리로 연쇄살인범이라는 사실이 밝혀지자 고미술상 야기사와 료가"이츠키 군.이게 무슨 짓이야?"라고 나무라며 말릴 정도로 이성을 잃었지만, 모리오의 따뜻한 마음을 이해하는 이츠키 기자는 곧 진정한다  사용자의 갑질로 원고료가 깍여서 간장에 밥을 먹을만큼 형편이 어려워지자, 있지도 않은 영수증이 있는 척하면서 제 돈으로 장어구이를 사 준 모리오가 살인을 했다면 이유가 있을 것이라고 생각한 것이다..하지만 "나도 수양딸을 돌보는터라 토모미를 불쌍히 여기는 모리오의 마음을 이해하지만  살인을 하다니..."라는 말을 할 정도로 판단은 냉정하게 한다. ,

## 단서
- 김전일은 보물발굴의 명인 쿠라모토 키요마사의 가계도를 가이드 텐도 시로의 집에서 읽고나서, 연쇄살인사건으로 죽은 세 사람은 모두 쿠라모토 키요마사의 아들이자 쿠라모토 그룹의 회장인 쿠라모토 다이고의 자식들이었으나 상속분쟁을 걱정한 친부 쿠라모토 다이고 회장에 의해 입양되었다는 사실을 깨닫는다.
- 김전일은 지도를 읽고나서 연쇄살인범이 인간의 상상력을 이용해서 살인을 저질렀음을 알아낸다.

## 참고
- 아마쿠사 보물 전설 살인사건에 나오는 마리아 관음상은 이불(異佛)이라고 하여 실제로 천주교신자들이 사용한 성모상이다. 일본의 천주교 신자들은 탄압때문에 불교의 예불을 가장한 로마 가톨릭 미사, 관음보살을 가장한 성모상을 사용하여 신앙생활을 하였다. 물론 이들의 신앙생활의 방식은 천주교의 전통적인 전례와 성물과는 거리가 있겠지만, 탄압을 면하기 위한 지혜로 이해할 수 있다.